# 米德尔敦 (罗得岛州)
米德爾敦（英語：Middletown）是美國羅德島州紐波特郡的一個城鎮。該鎮於1743年成立。根據2020年美國人口普查的數據顯示，米德爾敦的人口為17,075人。米德爾敦的海拔高度為148英尺（45公尺）。
根據美國普查局的數據，該鎮總面積為14.9平方英里（38.7平方公里），其中13.0平方英里（33.6平方公里）為陸地，2.0平方英里（5.1平方公里）為水域。